# Igor Torkar
Igor Torkar (pravo ime Boris Fakin), slovenski dramatik, pesnik, pisatelj, publicist, diplomirani inženir kemije * 13. oktober 1913, Kostanjevica na Krasu, † 1. januar 2004, Ljubljana.
Pomembnejša dela: Blazni kronos, Jetniški soneti, Pisana žoga, Zlata mladina, Deseti bratje, Umiranje na obroke.

## Življenje
Rodil se je 13. oktobra 1913 v Kostanjevici na Krasu v narodno zavedni učiteljski družini očetu učitelju Antonu Fakinu in materi Mariji Černigoj. Družina se je, kot večina zavednih Slovencev, med njimi mnogi učitelji, zaradi pritiska Italije, izselila iz rodne Primorske najprej v Maribor, nato v Ribnico na Dolenjskem, kjer je mali Boris obiskoval osnovno šolo. Leta 1932 je maturiral na Poljanski gimnaziji v Ljubljani. Njegov razrednik vseh osem let je bil France Koblar, profesorji pa med drugimi tudi Juš Kozak, Božidar Jakac in Marija Perpar. Na Univerzi v Ljubljani se je najprej vpisal na Pravno fakulteto, nato pa na kemijski oddelek takratne Tehniške fakultete, kjer je leta 1942 tudi diplomiral.
Že kot študent je živel družbenopolitično intenzivno, pisal je članke, imel vrsto javnih nastopov, predavanj itd. Vidno je sodeloval v levičarskih vrstah, na univerzitetnih volitvah leta 1936 je bil nosilec liste »Neodvisnih«, vendar je bil vseskozi oster kritik ilegalne komunistične partije, ki je po njegovem slepo poslušala navodila Stalinove Kominterne. Bil je član, oz. podpredsednik »Akcije za novo univerzitetno knjižnico« in je zasadil eno od lopat za začetek gradnje.
Bil je član in glavni urednik levičarskega akademskega lista 1551 in soustanovitelj študentskega društva »Slovenski klub«, ki je bil ustanovljen leta 1936 v Ljubljani in katerega pobudniki so bili levičarsko in ob tem odločno slovensko usmerjeni študentje, zbrani okrog glasila 1551. Geslo tega kluba je bilo: »Ne Moskva, ne Rim, Ljubljana!« Kar je pomenilo: »Ne komunisti, ne klerikalci, temveč Slovenci!« To pogumno geslo je bilo ena od prvih klic zamisli, oz. vizije o neodvisni, samostojni Sloveniji in to v času, ko je velesrbstvo poskušalo prevladati na ozemlju nekdanje Jugoslavije, kar bi bilo lahko usodno za slovenski narod.
Že v študentskih letih si je nadel psevdonim Igor Torkar in pod njim objavljal pesmi v Sodobnosti, črtice v Ponedeljkovem jutru in v Modri ptici. Avgusta 1941 se je poročil z Vido Lojk, kasnejšo akademsko slikarko Vido Fakin. Novembra 1943 se jima je rodila hči Mojca.
Med drugo svetovno vojno je od vsega začetka sodeloval v narodnoosvobodilnem gibanju (NOB). Organiziral je zbiranje raznovrstnega materiala in denarja za OF. Medtem, ko je čakal na zvezo, da bi odšel v partizane, so ga domači sodelavci okupatorja kot aktivista OF izdali in konec leta 1943 so ga Nemci odpeljali v nemško koncentracijsko taborišče Dachau (bil je tudi v Sachenhausnu), kjer je trpel do konca vojne.
Po koncu vojne se je vrnil v Ljubljano in se kot univ. dipl. inž. kemije vključil v kemično stroko. Na Ministrstvu za industrijo in rudarstvo je bil najprej referent in potem glavni direktor za kemično industrijo Ljudske republike Slovenije.
8. aprila 1948 je bil aretiran in na montiranih dachauskih procesih obsojen kot gestapovski agent na 6 let zapora s prisilnim delom, na zaplembo vsega premoženja in izgubo državljanskih pravic. Po pritožbi so mu kazen zvišali na 12 let. Štiri leta in štiri dni je prebil v ječah (od tega 18 mesecev v samici), 12. aprila 1952 so ga pogojno izpustili. Dve leti ni dobil službe, prepovedali so mu tudi objavljati.
Leta 1954 je bil na Akademiji upodabljajočih umetnosti (danes ALUO) nastavljen kot docent in kasneje profesor za predmet Tehnologija slikarskih, kiparskih in grafičnih materialov. Tam je delal vse do upokojitve leta 1976. Ves čas je tudi pisal in objavljal ter bil družbeno aktiven.
Leta 1971 je bilo s kratko, skopo pravno utemeljitvijo ugotovljeno, da so dachauski procesi temeljili na neresničnem gradivu. S sklepom Okrožnega sodišča v Ljubljani je bila julija 1971 krivična obsodba proti Borisu Fakinu v celoti razveljavljena, potrjena je bila pravna rehabilitacija, šele leta 1986 pa tudi politična rehabilitacija.
Do konca življenja leta 2004 je živel in ustvarjal Ljubljani, rad pa je hodil tudi v Poljansko dolino. Bil je ploden in razgiban literarni ustvarjalec, član Društva slovenskih pisateljev (DSP) in Slovenskega centra PEN. Pisal je vse življenje, tudi v času, ko mu je bila odvzeta svoboda pa vse do zadnjega leta življenja. Njegova dela so v literarnih krogih in širši javnosti močno odmevala in vznemirjala. Petkrat je bil predlagan za Prešernovo nagrado, vendar je nikoli ni dobil. Strokovno najpomembnejši je bil predlog Društva slovenskih pisateljev leta 1988, ki so ga utemeljili Branko Hofman, Andrej Inkret in Ivo Svetina. Ta predlog je soglasno podprl tudi takratni Upravni odbor DSP.

## Delo

### Poezija
Torkarjev literarni opus uokvirja poezija, pesniški prvenec Blazni kronos leta 1940 in pesniška zbirka Pesmi osekle samosti leta 2003, v zadnjem letu življenja. Satiro, kot prvi pol svoje poezije, je Torkar razvijal s satiričnimi pesnitvami, aforizmi in epigrami, njihova značilna stalnica je izostren satirično-parodični in ironično-kritični odnos do aktualnih kulturnih in političnih dogodkov. Drugi pol Torkarjeve poezije predstavlja izrazita lirika, ki se z leti stopnjuje in v njegovih zadnjih zbirkah skoraj v celoti prevlada.
Tik pred drugo svetovno vojno je v samozaložbi izšel pesniški prvenec Blazni kronos, cikel satirično grotesknih sonetov z risbami Nikolaja Pirnata, kot ogorčen in srdit protest zoper slovenske predvojne politične in kulturne razmere, zoper nemoralno duhovno bedo, zoper militantni katolicizem in klerikalizem in zoper vojno. Zbirko je takratna katoliška oblast takoj po izidu zaplenila.
Druga pesniška knjiga, epska pesnitev v daktilskih tercinah Kurent,  je izšla leta 1946. Tudi zanjo je narisal ilustracije Nikolaj Pirnat. Vsebina pripoveduje o strahotah in trpljenju slovenskih ljudi med vojno, je izpoved protesta in humanizma, v njej je očitno izražena Torkarjeva bojevniško lirična narava.
Torkar je znan tudi pod imenom Zlatoust. V tedniku Pavliha je šest let izhajala Zlatoustova »Kulturna kronika«, ki je satirično domiselno in duhovito šibala aktualne družbenopolitične razmere in poniglavosti tedanje družbe. Izbor satiričnih pesmi, epigramov in aforizmov je izšel v knjigi Zlatoustova pratika leta 1981.
Prodorno satirično sporočilna je zbirka Basni, ki so z ilustracijami Franceta Miheliča izšle leta 1992 in v prispodobni obliki razkrivajo človeške slabosti, prikazane skozi živalske karakterje in ravnanja. Basni so nastajale veliko pred izidom, pretežno v času, ko je bil avtor po krivici zaprt, kot pisateljski in razumniški upor proti nasilju. Presunljiva in antologijska je nekoliko daljša Basen o muhi in pajku v temnici, tako rekoč Torkarjev spominski obračun z grozo samice in brezčasjem.
Satirične pesmi in humoreske so zbrane v zbirki Satirični koledar (1992), ki zopet razkrivajo avtorjevo polemično naravo in izostren satirično parodični in ironično kritični odnos do aktualnih političnih in kulturnih dogodkov. 
V epski pesnitvi Balada o smehu (1977) je opazen prehod od satirične k intimnejši, izpovedno in izrazno tenkočutnejši govorici. Iz besedila veje velika osebna prizadetost in strastno hotenje po družbeni pravičnosti in duhovni svobodi. Balada o smehu je pesnitev o večnem boju dobrega z zlim, kritika vsakršnega diktata in apoteoza svobode v umetnosti. Pesnitev je prvič izšla z grafikami Iveta Šubica, drugič v izboru poezije Zvezde so strjene kaplje krvi in tretjič z ilustracijami Milana Bizovičarja.
Eden od najbolj pretresljivih vrhov Torkarjevega liričnega pesniškega ustvarjanja so Jetniški soneti (1974), zbirka avtorjevih sonetnih izpovedi medvojnega trpljenja v nemškem taborišču in povojnega trpljenja v krivičnem zaporu. Risbe za zbirko je ustvaril France Mihelič.
Premik k liričnosti je izrazit tudi v zadnjih treh knjigah pesmi: Oseka bivanja - večerne pesmi (1998), Mavrice večera (2000) in Pesmi osekle samosti (2003). Pesnik se v njih loteva občutljivih, intimnih tem človekove eksistence z večnimi vprašanji: biti, ne biti in kako biti, dokler si. Pesnikov doživljajski svet je zaznamovan z močnim kontrastom med temo in svetlobo, obupom in upanjem, prizadetostjo in smehom. Humor in satira se prepletata z liričnimi občutji žalosti, minljivosti in končnosti. Risbe za zadnji dve zbirki je ustvaril France Slana.

### Dramatika
Torkarjeva najpomembnejša dramska dela se uvrščajo v obdobje, ko se je slovenska dramatika usmerila v intimizem, mnoga pa so tudi izrazito polemična in satirična. Velika preizkušnja (1946) je Torkarjeva prva drama, krstno uprizorjena istega leta v SNG Ljubljana v režiji Vladimirja Skrbinška. Tematizira vojno, ki postavlja ljudi na velike preizkušnje. Sledile so ji še številne druge.
Pravljica o smehu (1953) je dramska basen, alegorična komedija v verzih, obračun s totalitarizmom, krstno uprizorjena v SNG Ljubljana, 1953.
Eno Torkarjevih najboljših dramskih del in osrednje slovensko intimistično delo je drama Pisana žoga (1955). Avtor jo je imenoval scenska barvna kompozicija iz sedmih fresk in prologa, ki se nadaljuje v epilogu. V drami spremljamo usode treh mladih ljudi, ki jih vojni čas zaplete v hude osebne in medsebojne preizkušnje in jih zaznamuje s krivdo. Krstna uprizoritev je bila leta 1955 v MGL in hkrati tudi v Prešernovem gledališču v Kranju. Drama je bila velika uspešnica na jugoslovanskih in tujih odrih, med letoma 1955 in 1958 jo je igralo 35 profesionalnih in mnogo amaterskih gledališč po vsej Jugoslaviji. Izšla je tudi v knjigi Pisana žoga (1963 in 1972) in bila prevedena v srbohrvaščino, slovaščino, romunščino, albanščino, francoščino in nemščino. Igrali so jo na češkoslovaški televiziji in priredili tudi na slovenski televiziji.
Pozabljeni ljudje (1957) je realistična drama z izrazito podčrtanim humanizmom, krstna uprizoritev v MGL Ljubljana, 1957.
Delirij (1958) je ljubezenska vojna tragedija, v njej je obnovljena teza iz Pisane žoge o krivdi brez krivde. Krstna predstava je bila v Beogradu leta 1958,  nato v MGL 1959 v režiji Staneta  Severja in na drugih jugoslovanskih odrih.
Svetloba sence (1961) in Požar (1973) sta monodrami, izpoved o umetniški resnici. Svetloba sence je bila napisana za 25- letnico umetniškega dela igralca Staneta Severja, krstna uprizoritev v SNG Ljubljana, 1961 v Severjevi režiji. Dramo so še istega leta uprizorili v SNG Maribor. Sledile so še uprizoritve po odrih Jugoslavije: » Atelje 212« v Beogradu, Narodno pozorište v Novem Sadu in v gledališčih v Nišu, Zadru, Sarajevu in Zagrebu.
Balada o črnem noju (1965) drama, krstno uprizorjena v MGL.
Zlata mladina (1970) je drama, ki razkriva travme mlade generacije iz šetdesetih let 20. stoletja in njenih, v vojni ali povojnem času z zločini obremenjenih očetov. Krstno je bila uprizorjena v MGL.
Torkarjeve družbeno kritične drame z ostrimi satiričnimi prvinami so: Vstajenje Josefa Švejka (1971), Revizor 74 (1974), Hudič in angel (1981) po zgodbi Visoška kronika Ivana Tavčarja, Satirična komedija (1981), Revizor 93 (1993).
Napisal je nekaj dramatizacij po motivih iz del Ivana Tavčarja: Cvetje v jeseni (1964), Ravbarski cesar (1973), Nesrečni Izidor Kalan.
Poleg Vitomila Zupana in Bratka Krefta velja Torkar za začetnika izvirne slovenske TV-dramatike. Njegova igra Jugoslavija ekspres (1962) je bila prva TV igra na slovenski televiziji, na TV festivalu leta 1963 je bila proglašena za najboljšo TV dramo leta.
Sledile so še druge TV drame: Študentska soba (1964), Balada o taščici (1965), Pozabljeni klovn (1967), dramatizacija 4000 po satiri I. Tavčarja (1968), Pisana žoga (1971) kot priredba po istoimenski drami, Čednost v dolini Šentflorjanski (1979) po motivih Cankarjevega Pohujšanja v dolini Šentflorjanski.

### Proza
Večja prozna dela je Torkar napisal razmeroma pozno. Kot pripovednik se je uveljavil z romansirano spominsko-esejistično-dokumentarno, pa tudi satirično-groteskno prozo.
Deseti bratje (1979) so pričevanjsko besedilo, splet dokumentarnega pisanja in leposlovja, z zanimivim podnaslovom »Potepanje skozi sebe in čas«. Vznemirljiv tekst pripoveduje o času pred vihro druge svetovne vojne, pa o vojnem in povojnem času, med drugim tudi z galerijo odlično izrisanih portretov slovenskih umetnikov vseh zvrsti. Druga izdaja je izšla 1993.
Umiranje na obroke (1984) je Torkarjevo najbolj znano delo, s katerim je javno razkril in zrušil dotedanjo tabu temo insceniranih dachauskih procesov. V pretresljivem romanu se srečujemo s spominskim gradivom, dokumenti in z literarno fikcijo. Delo je obveljalo za izrazito pogumno politično dejanje, v javnosti je sprožilo izjemen odziv, hkrati pa ga odlikuje presunljiva literarno umetniška izpovednost. Izšlo je v več kot 30000 izvodih. Knjigo je pod takratnim urednikom Tonetom Pavčkom izdala Cankarjeva založba v dveh izdajah leta 1984 in v tretji izdaji leta 1988. Šele v tej, tretji izdaji je bila natisnjena avtorjeva anketa z vprašanjem: »Ali so bili naši lagerski procesi v letih 1948 – 1952 razpoznavne kopije stalinističnih procesov?« Odgovori, ki so jih napisali ugledni ljudje slovenskega kulturnega in javnega življenja, jasno kažejo, da so bili procesi skrojeni po stalinističnem vzorcu. Oblast leta 1984 take ankete ni prenesla, zato v prvih dveh izdajah tudi ni natisnjena, saj knjiga z anketo takrat ne bi mogla iziti. Roman je preveden v srbohrvaščino (Umiranje na rate, založba Globus, Zagreb, 1984) in nemščino (Sterben auf Raten, založba Drava, Celovec, 1991). V zadnjo slovensko izdajo (založba Littera picta, 1996) je avtor vključil pomembna dokumentarna dopolnila: uradni zapisnik avtorjevega zaslišanja pred komisijo Državnega zbora Slovenije (1996) ter njegovo pričevanje, oris in analizo dachauskih procesov (1996). Dodane so še kratke izjave o romanu, ki so jih napisali pisatelji Andrej Hieng, Ciril Zlobec, Vladimir Kavčič, dr. Denis Poniž, dr. Matjaž Kmecl in Žarko Petan, literarna kritika Jože Šifrer in Helga Glušič ter Vlasto Kopač, avtorjev lagerski in zaporniški sotrpin. V romanu je v liku Boksmita povzel nekaj karakternih potez svojega prijatelja, pisatelja Vitomila Zupana in drugih znanih oseb.
Zgodbice znanih Slovencev (1992) prinašajo iskrive portrete in anekdote znanih Slovencev, Ivana Roba, Pavla Golje, Cirila Kosmača, Juša Kozaka, Ludvika Mrzela, Staneta Mahkote, Nikolaja Pirnata, Staneta Severja, Lojzeta Filipiča, Edvarda Kocbeka, Bratka Krefta, Branka Hofmana, Mateja Bora, Borisa Kalina, Dušana Moravca, Bojana Štiha, Franceta Miheliča, Tarasa Kermaunerja in drugih.
Meditacije o mojem času (1989), so polemično-meditativno pisanje v katerem prevladuje avtorjeva ostra kritična drža.
Smrt na počitnicah (1998) s podnaslovom »Tragikomične halucinacije v oseki bivanja« je pripoved, v kateri avtor ostaja zvest satiri, ironiji in izraziti groteski pa tudi obešenjaškemu humorju. Dogajanje ostaja ves čas na robu realnosti in je svojevrsten sprehod skozi neko značilno, za avtorja in njegovo generacijo usodno obdobje. Nemški prevod je izšel pod naslovom Wenn der Tod Ferien macht, založba Drava, Celovec, 2001.

## Nagrade
Prejel je Zlati častni znak svobode Republike Slovenije za življenjski literarni opus in zvestobo slovenstvu (1999).
Leta 1996 je dobil Groharjevo nagrado (Združenje umetnikov občine Škofja Loka).
Po njem so poimenovali Torkarjevo ulico v Ljubljani.

## Intervjuji
- Branko Hofman. Pogovori s slovenskimi pisatelji. Cankarjeva založba, Ljubljana, 1978, str. 459-474
- Ciril Zlobec. Intervju z Igorjem Torkarjem: Nekriv – kriv. Sodobnost, 36, št. 12, 1988, str. 1116-1123
- Ciril Zlobec. Igor Torkar: osemdesetletnik. Sodobnost, 41, št. 11/12, 1993, str. 916-927
- Jože Pučnik. Pogovor z Igorjem Torkarjem. Nova revija, 16, št. 182, 1997, str. 60-88
- France Vurnik. Igor Torkar kot Boris Fakin: ob avtorjevi petinosemdesetletnici. Sodobnost, 46, št. 11/12, 1998, str. 899-911
- Jonatan Vinkler povzel po int. J. Pučnika. Devetdeset let Igorja Torkarja. Za vse življenje sem se odločil: Ne biti papagaj! Ampak, 4, št. 10, 2003, str. 60